# Движение Сваминараян
Движение Сваминара́яны — индуистское вайшнавское религиозное движение, основанное Сахаджанандой Свами в Индии в начале XIX века. Отличительной особенностью Движения Сваминараяны является поклонение его основателю Сахаджананде Свами как аватаре Нараяны — «Бхагавану Сваминараяне». Наибольшее число последователей движение имеет в Индии, США и Великобритании.